# Zu den Vierzehn Nothelfern (Kleinholzen)

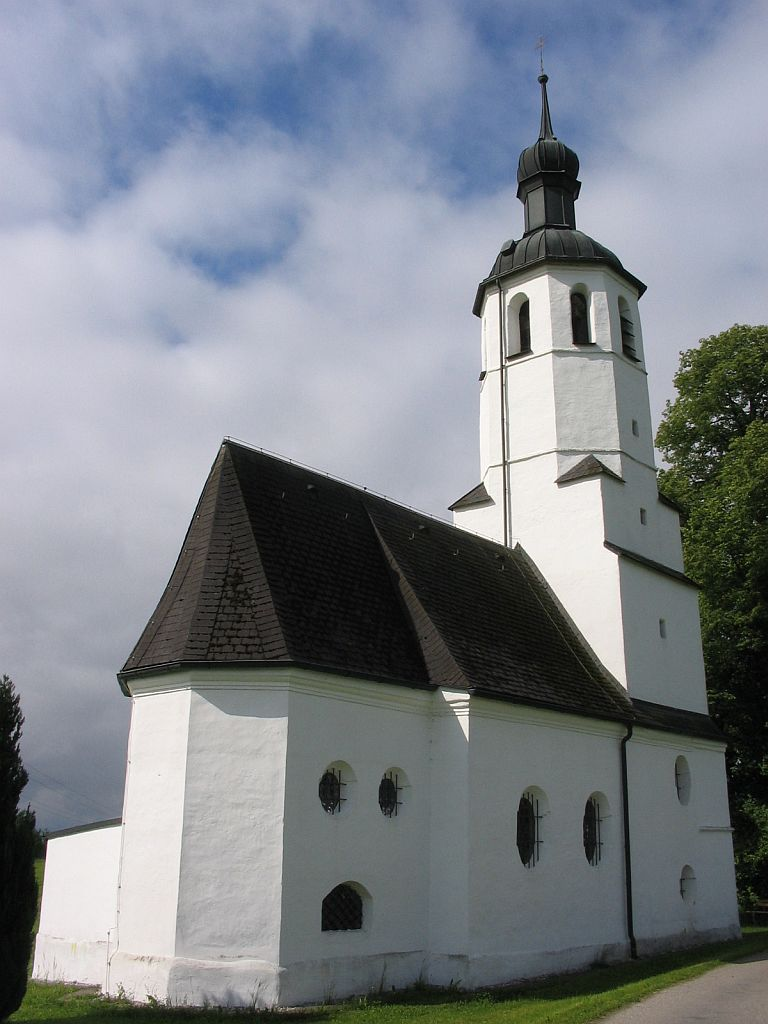
Zu den Vierzehn Nothelfern in Kleinholzen

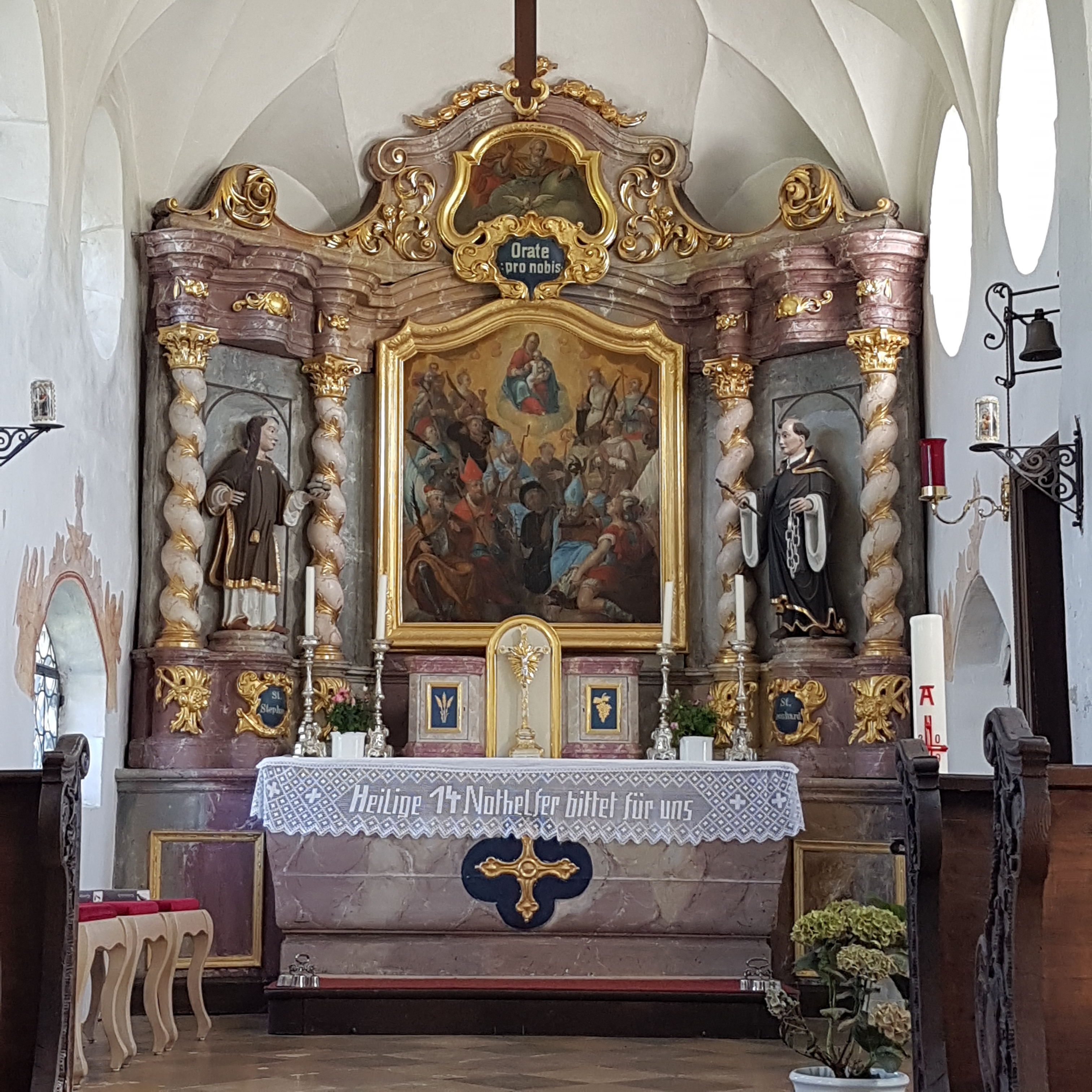
Altar

Die römisch-katholische Wallfahrtskirche Zu den Vierzehn Nothelfern steht in Kleinholzen, einem Gemeindeteil der Gemeinde Stephanskirchen im oberbayerischen Landkreis Rosenheim. Das Bauwerk ist in der Liste der Baudenkmäler in Stephanskirchen als Baudenkmal unter der Nr. D-1-87-177-14 eingetragen. Die Kirche gehört zum Pfarrverband Stephanskirchen im Dekanat Rosenheim des Erzbistums München und Freising.

## Beschreibung
Die frühbarocke Saalkirche wurde in den Jahren 1654 bis 1657 aufgrund eines Gelübdes errichtet. Sie besteht aus dem Langhaus zu zwei Jochen, dem eingezogenen, dreiseitig geschlossenen Chor im Osten, der 1862 angebauten Sakristei an der Südwand des Chors und dem 1675 angebauten Kirchturm im Westen. Die achteckigen Obergeschosse des Turms sind mit einer Welschen Haube bedeckt.
Der Innenraum ist mit einem Stichkappengewölbe überspannt. Der Altar wurde um 1735 bis 1738 aufgestellt. Zwischen Säulen stehen die Skulpturen des Stephanus und des Leonhard von Limoges. Auf dem Altarretabel ist ein Marienbildnis mit den Vierzehn Nothelfern dargestellt. Im Altarauszug blickt Gott der Vater herab.